# Jeanne Hugo
Léopoldine Clémence Adèle Lucie Jeanne Hugo (29 septembre 1869 - 30 novembre 1941) est née en Belgique pendant l'exil de Victor Hugo. Elle est la petite-fille du romancier, poète et homme politique français.

## Petite enfance et famille
Jeanne Hugo est née à Bruxelles le 29 septembre 1869, troisième enfant du journaliste Charles Hugo et de Alice Le Haene. Son frère est l'artiste Georges Victor-Hugo. Ses grands-parents paternels sont respectivement l'écrivain et politicien Victor Hugo et Adèle Foucher. Elle est une arrière-petite-fille de Joseph Léopold Sigisbert Hugo et Sophie Trébuchet. Née à la fin du Second Empire français, Jeanne Hugo grandit dans une famille républicaine fidèle. Dans sa famille d'anciens loyalistes de la monarchie bourbonienne s'opposent aux Bonaparte. Elle est la nièce de Léopoldine Hugo, François-Victor Hugo et Adèle Hugo. Elle est aussi la tante de l'artiste Jean Hugo.

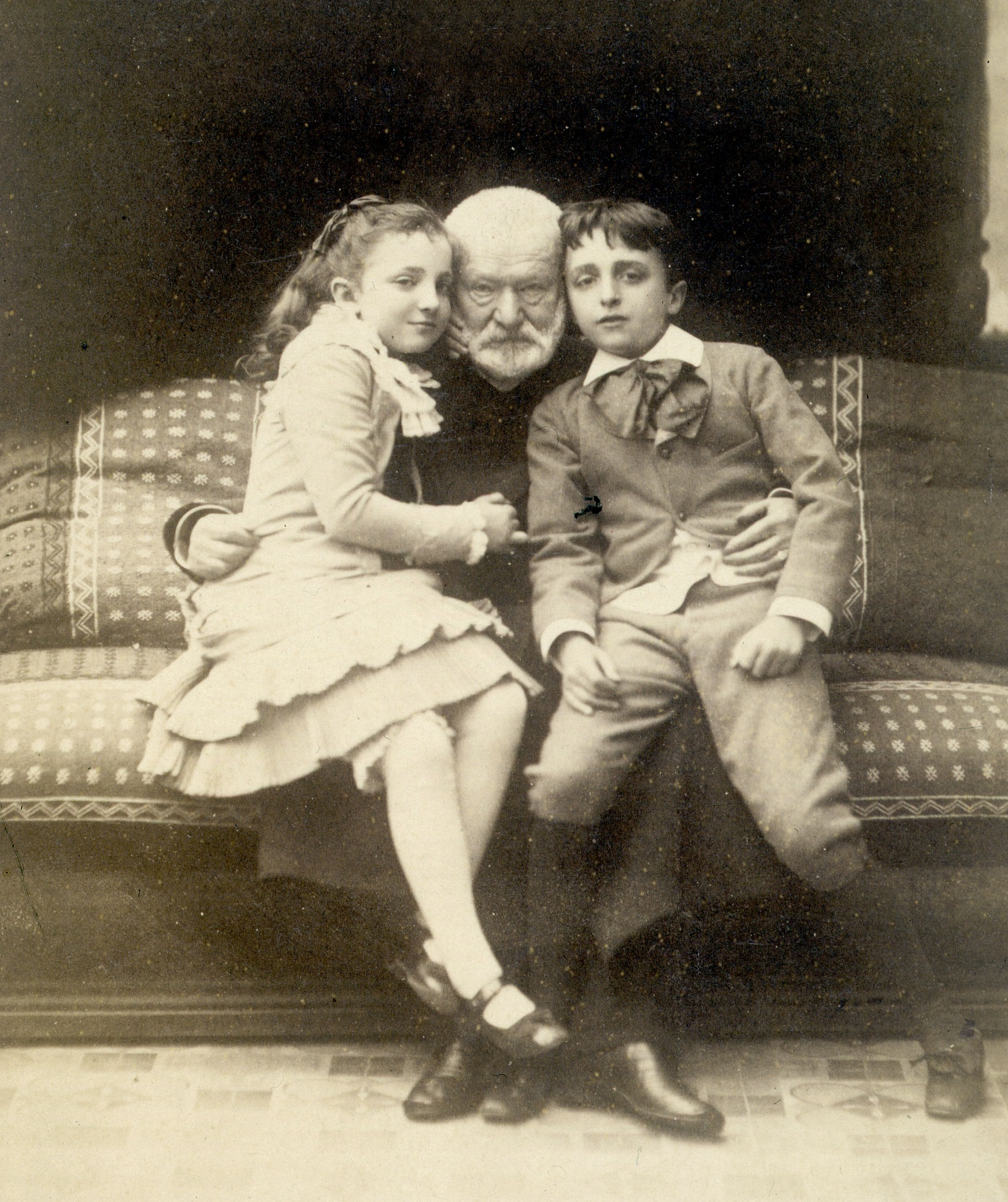
Jeanne Hugo avec son grand-père Victor Hugo et son frère Georges, 1881.

En 1871, le père de Jeanne meurt d'un accident vasculaire cérébral. Sa mère se remarie avec le journaliste et homme politique Édouard Lockroy. Victor Hugo n'approuve pas le nouveau mariage de sa belle-fille et prend la garde de Jeanne et de son frère, Georges. En 1877, Victor Hugo publie un livre de poésie intitulé L'Art d'être grand-père, . Il meurt en 1885 en lui laissant un vaste héritage.
Jeanne Hugo devient une personnalité de la haute société parisienne; pendant la Belle Époque, sous la Troisième République française, les journaux la mentionnent fréquemment. Elle veille à la célébration du culte de son grand-père et est présente à toutes les manifestations en son honneur.

## Vie privée
En 1891, Jeanne Hugo épouse le journaliste Léon Daudet, fils des écrivains Alphonse Daudet et Julia Daudet,. Le mariage est célébré lors d'une cérémonie civile et sans célébration religieuse, par respect pour son grand-père, qui avait des opinions anticléricales convaincues. Le mariage est un événement majeur dans la société parisienne, attirant des foules de badauds,. Ils divorcent en 1895 et Jeanne Hugo obtient la garde de son fils Charles Daudet, mais Léon Daudet, furieux que son fils fréquente l'École alsacienne, dont il craignait la "mauvaise influence" revendiqua sans succès devant la justice de le retirer à sa mère afin de lui donner un précepteur choisi par les Daudet . Par la suite Charles Daudet, élève de l'école des Chartes mais sans obtenir le diplôme de sortie, devint sous-bibliothécaire à la bibliothèque de l'Arsenal.
En 1896, elle épouse le scientifique et explorateur Jean-Baptiste Charcot. Elle divorce de Charcot en 1905 pour cause de désertion du domicile conjugal.
En 1906, Jeanne Hugo épouse Michel Negroponte, un officier de marine grec, dont elle était tombée amoureuse à seize ans. Cette fois le mariage est religieux – Jeanne s'est fait baptiser par un prêtre orthodoxe. Ils restent mariés jusqu'au décès du mari, le 1er avril 1914, à la suite d'une opération de l'appendicite .
Durant le premier conflit mondial, Jeanne Hugo-Negreponte s'engage comme infirmière dans un hôpital parisien et reçoit, pour services rendus, la médaille d'honneur des épidémies.
En 1927, après la mort de son frère, Jeanne se rend à Saint-Pierre-Port, à Guernesey pour faire officiellement don de la Maison Hauteville à la Ville de Paris. Hauteville avait été sa maison d'enfance lorsqu'elle vivait avec son grand-père en exil.
En 1933, un portrait peint par Giovanni Boldini, intitulé Madame Hugo et son fils, est exposé et sera souvent indiqué comme représentant Jeanne Hugo et son fils Charles. Il s'agit en fait de la première épouse de Georges Hugo, le frère de Jeanne, et de son fils, le futur peintre Jean Hugo

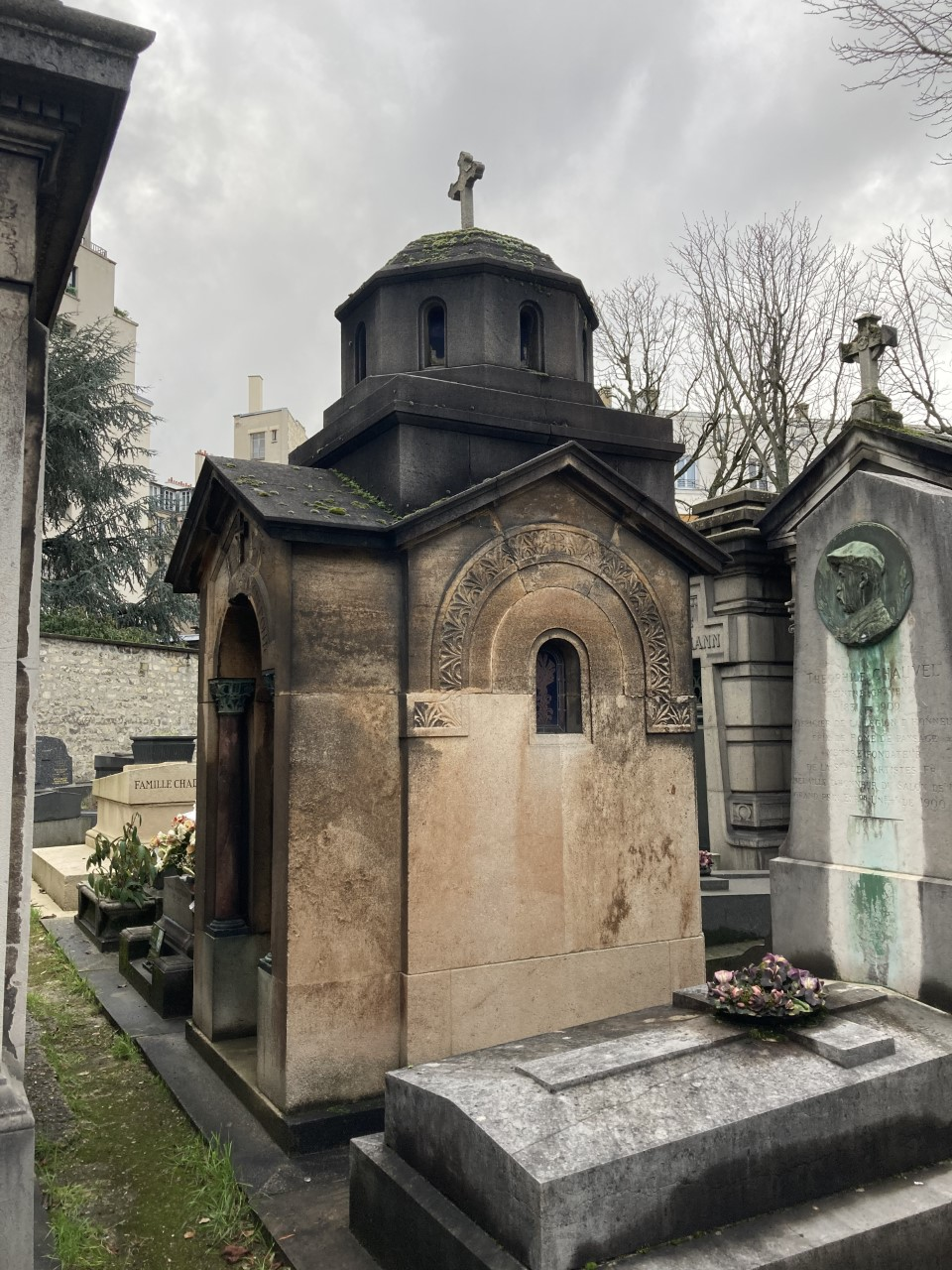
Sépulture de Jeanne Hugo et de son mari Michel Negroponte.

Jeanne Hugo meurt le 30 novembre 1941 dans le 16e arrondissement de Paris. Elle est enterrée avec son troisième mari dans une chapelle en forme de petite église grecque au cimetière de Passy (14e division).

## Pour approfondir